# Diacyclops nanus
Diacyclops nanus är en kräftdjursart som först beskrevs av Georg Ossian Sars 1863.  Diacyclops nanus ingår i släktet Diacyclops och familjen Cyclopidae. Arten är reproducerande i Sverige. Inga underarter finns listade i Catalogue of Life.